# Team Sky/Saison 2016
Diese Liste beschreibt die Mannschaft und die Erfolge des Radsportteams Team Sky in der Saison 2016.

## Erfolge in der UCI WorldTour
In den Rennen der Saison 2016 der UCI WorldTour gelangen die nachstehenden Erfolge.

## Erfolge in der UCI Asia Tour
In den Rennen der Saison 2016 der UCI Asia Tour gelangen die nachstehenden Erfolge.

## Erfolge in der UCI Oceania Tour
In den Rennen der Saison 2016 der UCI Oceania Tour gelangen die nachstehenden Erfolge.

## Erfolge in der UCI Europe Tour
In den Rennen der Saison 2016 der UCI Europe Tour gelangen die nachstehenden Erfolge.

## Erfolge bei den Nationalen Straßen-Radsportmeisterschaften
In den Rennen zu den Nationalen Straßen-Radsportmeisterschaften 2016 gelangen die nachstehenden Erfolge.

## Mannschaft
| Teamkader 2016                                             | Teamkader 2016    | Teamkader 2016         | Teamkader 2016                                       |
| Name                                                       | Geburtsdatum      | Land                   | Vorheriges Team                                      |
| ---------------------------------------------------------- | ----------------- | ---------------------- | ---------------------------------------------------- |
| Ian Boswell                                                | 7. Februar 1991   | Vereinigte Staaten     | Bontrager Livestrong (2012)                          |
| Philip Deignan                                             | 7. September 1983 | Irland                 | UnitedHealthcare (2013)                              |
| Andrew Fenn                                                | 1. Juli 1990      | Vereinigtes Königreich | Omega Pharma-Quick Step (2014)                       |
| Chris Froome                                               | 20. Mai 1985      | Vereinigtes Königreich | Barloworld (2009)                                    |
| Michał Gołaś                                               | 29. April 1984    | Polen                  | Etixx-Quick Step (2015)                              |
| Sebastián Henao                                            | 5. August 1993    | Kolumbien              | Colombia-Coldeportes (2013)                          |
| Sergio Henao                                               | 10. Dezember 1987 | Kolumbien              | Gobernación de Antioquia-Indeportes Antioquia (2011) |
| Beñat Intxausti                                            | 20. März 1986     | Spanien                | Movistar Team (2015)                                 |
| Peter Kennaugh                                             | 15. Juni 1989     | Vereinigtes Königreich | 100% me (2009)                                       |
| Wassil Kiryjenka                                           | 28. Juni 1981     | Belarus                | Movistar Team (2012)                                 |
| Christian Knees                                            | 5. März 1981      | Deutschland            | Team Milram (2010)                                   |
| Leopold König                                              | 15. November 1987 | Tschechien             | NetApp-Endura (2014)                                 |
| Michał Kwiatkowski                                         | 2. Juni 1990      | Polen                  | Etixx-Quick Step (2015)                              |
| Mikel Landa                                                | 13. Dezember 1989 | Spanien                | Astana (2015)                                        |
| David López García                                         | 13. Mai 1981      | Spanien                | Movistar Team (2012)                                 |
| Gianni Moscon                                              | 20. April 1994    | Italien                | Zalf Euromobil Désirée Fior (2015)                   |
| Mikel Nieve                                                | 26. Mai 1984      | Spanien                | Euskaltel Euskadi (2013)                             |
| Lars Petter Nordhaug                                       | 14. Mai 1984      | Norwegen               | Belkin (2014)                                        |
| Alex Peters                                                | 31. März 1994     | Vereinigtes Königreich | SEG Racing (2015)                                    |
| Wout Poels                                                 | 1. Oktober 1987   | Niederlande            | Omega Pharma-Quick Step (2014)                       |
| Salvatore Puccio                                           | 31. August 1989   | Italien                |                                                      |
| Nicolas Roche                                              | 3. Juli 1984      | Irland                 | Tinkoff-Saxo (2014)                                  |
| Luke Rowe                                                  | 10. März 1990     | Vereinigtes Königreich | 100% me (2011)                                       |
| Ian Stannard                                               | 25. Mai 1987      | Vereinigtes Königreich | ISD-Neri (2009)                                      |
| Ben Swift                                                  | 5. November 1987  | Vereinigtes Königreich | Katusha (2009)                                       |
| Geraint Thomas                                             | 25. Mai 1986      | Vereinigtes Königreich | Barloworld (2009)                                    |
| Danny van Poppel                                           | 26. Juli 1993     | Niederlande            | Trek Factory Racing (2015)                           |
| Elia Viviani                                               | 7. Februar 1989   | Italien                | Cannondale (2014)                                    |
| Xabier Zandio                                              | 17. März 1977     | Spanien                | Caisse d'Épargne (2010)                              |
| Owain Doull (1. Aug.–31. Dez., Stagiaire)                  | 2. Mai 1993       | Vereinigtes Königreich | Team Wiggins (2016)                                  |
|                                                            |                   |                        |                                                      |
| Quellen: ProCyclingStats Cycling Quotient Cycling Archives |                   |                        |                                                      |